# Spona na kravatu

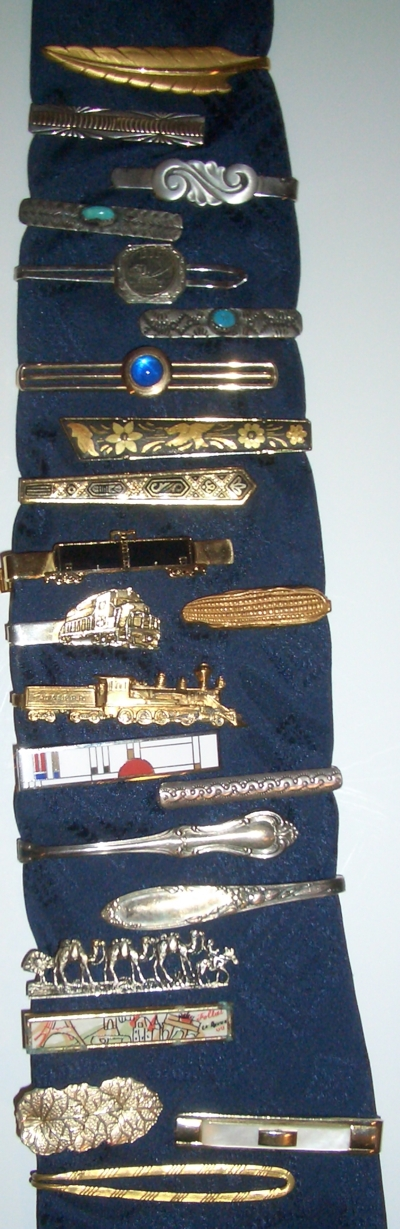
Výběr spon na kravatu, většinou z 1. poloviny 20. století

Spona na kravatu slouží k uchycení kravaty ke košili tak, aby zabránila nechtěnému pohybu kravaty. Ideální výška připnuté spony na kravatě je mezi třetím a čtvrtým knoflíkem na košili.
Spona také plní roli módního doplňku. Muži, kteří sponu nosí, si musí dávat pozor na její délku, aby nepřesahovala šířku kravaty, a aby nebyla moc malá. Nejideálnější délka spony je do tří čtvrtin kravaty.
Existují různé spony na kravatu od klasických kovů, skla až po ty dřevěné.